# معتمدية بوفيشة
معتمدية بوفيشة إحدى معتمديات الجمهورية التونسية، تابعة لولاية سوسة.